# Гуго IV (король Кіпру)
Гуго IV (фр. Hugues; 1294 — 10 жовтня 1359) — король Кіпру в 1324–1358 роках.

## Життєпис

### Молоді роки
Походив з династії Лузіньянів. Син Гі де Лузіньяна, конетабля Кіпру, та Ешиви Ібелін. Після страти батька у 1303 році перебував деякий час під вартою. Згодом зміг засвідчити вірність дядькові Генріху II. У 1318 році його було призначено конетаблем Кіпру, а згодом визнано спадкоємцем трону. після смерті Генріха II у 1324 році Гуґо стає новим королем.

### Король
З самого початку володарювання намагався створити військову лігу, яка б забезпечувала збереження впливу європейців на Сході — протидіяла мамлюкам та туркам. Для цього спершу було укладено союз з Венеційською республікою, а 1329 року — з Генуєю. Після цього домовився про спільні дії із Папським престолом.
1344 року король Гуго IV уклав союз з орденом іоаннітів, поновивши угоду з Венецією. Найважливішими успіхами тієї ліги стало здобуття 1344 року великого міста Смірна в Малій Азії та перемога над турками біля о. Імброс 1345 року. З часом король відмовився від активної зовнішньої політики. 1349 року завадив синові Петру вирушити до Європи по допомогу проти мусульман. 1356 року відмовився підтримати прибережні міста Кілікійської Вірменії від навали османів.
У внутрішній політиці турбувався збереженням сильної королівської влади. Водночас турбувався за виконання якісного правосуддя.
Окрім політичних справ, Гуґо IV підтримував розвиток мистецтва, опікувався культурою. Особисто полюбляв філософські вправи. На його віллі біля Лапітосу влаштовувалися філософські зібрання.
1358 року Гуго IV відмовився від влади на користь сина Петра, а сам помер 10 жовтня 1359 року в Нікосії.

## Родина
1. Дружина Марія (1294—1318), донька Гі Ібеліна, графа Яффи
Діти:
- Гі (1316—1343), коннетабль Кіпру

2. Дружина — Аліса (1304—1386), донька Гі Ібеліна, сенешаля Кіпру
Діти:
- Ешива (1323—1363), дружина Фердинанда Майоркського, графа Омаля
- Петро (1328—1369), король Кіпру з 1358 до 1369 року
- Іоанн (1329—1375), титулярний князь Антиохії
- Яків (1334—1398), король Кіпру з 1382 до 1398 року

Мати невідома:
- Томас (д/н—1340)
- Перро (д/н—1353)
- Маргарита (?—?)